# Кливы (Хойникский район)
Кливы (бел. Клівы) — деревня в Хойникском районе Гомельской области Республики Беларусь. В составе Судковского сельсовета.

## География

### Расположение
В 9 км на запад от районного центра и железнодорожной станции Хойники (на ветке Василевичи — Хойники от линии Гомель — Калинковичи), в 112 км от Гомеля.

### Гидрография
На юге, севере и западе сеть мелиоративных каналов, соединённых с рекой Припять (приток реки Днепр).

## Транспортная сеть
Рядом автодорога Хойники — Мозырь. Планировка состоит из прямолинейной, почти меридиональной ориентации улицы, к которой с запада присоединяются 2 короткие улицы. Застройка двусторонняя, деревянная, усадебного типа.

## История
Обнаруженное археологами городище раннего железного века (в 0,5 км на восток от деревни) свидетельствует о заселении этих мест с давних времён. Наиболее раннее упоминание Кливов встречаем в польскоязычной актовой книге 1777 г., в которой описана “Granica sioła Zahala y Klewow”, определённая ревизией Мозырского староства 1560 г. Ещё есть реестр раздачи королём Жигимонтом Августом имений шляхте, которая лишилась своих владений в Полоцком воеводстве, оккупированном войсками русского царя Ивана Грозного; в нём говорится: “Павлу а Давыду Есманомъ у волости Мозырскои – село Загале, Клевцы”. Этот документ датирован августом 1563 года. В XVII – XVIII вв. деревня Кливы – в Загальском старостве. В Российской империи – также в составе казённого имения Загалье. В пореформенный период Кливы принадлежали к Хойникской волости Речицкого уезда Минской губернии. В 1879 году обозначена в числе селений Загальского церковного прихода.
С 8 декабря 1926 года до 23 августа 1937 года центр Кливского сельсовета Хойникского района Речицкого, с 9 июня 1927 года Гомельского (до 26 июля 1930 года) округов. В 1931 году организован колхоз «Боевик», работали торфодобывающая артель (с 1926 года) и кузница.
Во время Великой Отечественной войны на фронтах и в партизанской борьбе погибли 214 жителей деревень Загалье, Загальская Слобода, Кливы, Поташня, память о них увековечивает обелиск, установленный в 1969 году в центре деревни. Согласно переписи 1959 года в составе совхоза «Хойникский» (центр — деревня Козелужье). Располагались клуб, библиотека, фельдшерско-акушерский пункт.
До 31 декабря 2009 года в составе Козелужского сельсовета. До 31 декабря 2009 года в Дворищанском сельсовете, который переименован в Судковский.
20 января 2023 года на кладбище в Кливах перезахоронили останки 4 воинов РККА, погибших во время Великой Отечественной войны.

## Население

### Численность
2021 год — 102 жителя, 55 хозяйств

### Динамика
- 1850 год — 136 жителей, 20 дворов
- 1897 год — 298 жителей, 58 дворов (согласно переписи)
- 1908 год — 362 жителя, 61 двор
- 1930 год — 543 жителя, 103 двора
- 1959 год — 600 жителей (согласно переписи)
- 2004 год — 236 жителей, 104 хозяйства
- 2021 год — 102 жителя, 55 хозяйств

## Культура
- Кливский сельский клуб – библиотека — Филиал ГУК "Хойникский районный Дом культуры"

## Достопримечательность
- Памятник погибшим землякам в годы Великой Отечественной войны (1976 год)[2]
- Мемориал в честь воинов Красной армии, погибших во время Великой Отечественной войны. Открыт 21 ноября 2023 года в канун юбилейной даты — 80-летия освобождения Хойникщины от фашистских захватчиков[3].

## Известные уроженцы
- В. Т. Гордеенко — белорусский художник[4].